# Plesioperla assamensis
Plesioperla assamensis är en bäcksländeart som beskrevs av Peter Zwick 1967. Plesioperla assamensis ingår i släktet Plesioperla och familjen blekbäcksländor. Inga underarter finns listade i Catalogue of Life.